# René Bliard
René Bliard (18 d'octubre de 1932 - 27 de setembre de 2009) va ser un futbolista professional francès que jugava com a davanter.

## Carrera esportiva
Va formar part del gran Stade de Reims de la dècada de 1950. Va jugar com a titular la final de la Copa d'Europa de 1956, que l'Stade de Reims va perdre contra el Madrid 4-3 a i que inauguraría una ratxa de cinc victòries consecutives dels madrilenys en aquesta competició. També va jugar com a titular la final de la Copa d'Europa de 1959, que l'Stade de Reims va perdre contra el Reial Madrid al Neckarstadion de Stuttgart, i que suposà la quarta Copa d'Europa consecutiva per als blancs.
També va formar part de la selecció francesa per als Jocs Olímpics d'estiu de 1952, però no va jugar cap partit.

## Palmarès
- Divisió 1: 1955, 1958
- Copa de França: 1958
- Copa d'Europa: Subcampió 1956, 1959